# Laccophilus vietnamensis
Laccophilus vietnamensis is een keversoort uit de familie waterroofkevers (Dytiscidae). De wetenschappelijke naam van de soort is voor het eerst geldig gepubliceerd in 1997 door Balke & Hendrich.